# Ligament de la tête du fémur
Le ligament de la tête du fémur (ou ligament rond de l'articulation coxo-fémorale) est un ligament intraarticulaire de l'articulation coxale.

## Description
Le ligament de la tête du fémur est de forme triangulaire et un peu aplati.
Il s'insère par son sommet dans la partie antéro-supérieure de la fossette de la tête du fémur et par sa base par deux bandes de part et d'autre de l'incisure de l'acétabulum sur les deux cornes de la surface lunaire de l'acétabulum. Entre ces deux attaches, il se confond avec le ligament transverse de l'acétabulum.
Il est enveloppé par la membrane synoviale et sa force varie considérablement d'un sujet à l'autre; parfois seul le pli synovial existe et, dans de rares cas, celui-ci est absent.
Le ligament de la tête du fémur contient en son sein la branche acétabulaire de l'artère obturatrice.

## Fonction
Le ligament est tendu lorsque la cuisse est semi-fléchie et que le membre est en adduction ou en rotation vers l'extérieur  et est détendu lorsque le membre est en abduction.
La recherche suggère qu'il contribue peu en tant que ligament après l'enfance, bien qu'il puisse encore être important dans la transmission de l'apport artériel à la tête fémorale.
Chez l'homme, il a été suggéré que ce n'est pas le ligament rond mais la capsule de la hanche (en particulier les ligaments ilio-fémoral, ischio-fémoral et pubo-fémoral) qui fournit la principale résistance à la luxation de la hanche. Cependant, des recherches récentes ont suggéré que le ligament rond du fémur pourrait avoir un certain nombre de fonctions, y compris un rôle biomécanique important sur la base d'études cadavériques où des augmentations de l'amplitude des mouvements ont été observées après la section du ligament.

## Anatomie comparée
Il a été suggéré que certains animaux, tels que l'orang-outan et l'éléphant indien, n'ont pas de ligament de la tête du fémur,. Cependant, la présence de ce ligament, bien qu'avec une morphologie différente de la version humaine, a été trouvée lors de la dissection chez ces deux animaux. Chez l'orang-outan, on pense qu'il joue un rôle important dans la prévention de la luxation de la tête fémorale dans des amplitudes de mouvement extrêmes. Chez l'éléphant indien, c'est le principal support de l'articulation de la hanche lorsque les membres postérieurs sont en abduction.